# جاكلين الدقم
جاكلين الدقم(ولد في 10 مارس 1967) هي لاعبة تنس طاولة أولمبية أردنية. مثلت الأردن في دورة الألعاب الأولمبية الصيفية 1988 في سول.

## روابط خارجية
- جاكلين الدقم على موقع أوليمبيديا (الإنجليزية)